# 렐파첸
렐파첸(熱巴堅, 806년 ~ 838년), 혹은 치죽데첸(ཁྲི་རལ་པ་ཅན།, Khri-gtsug-lde-brtsan)은 토번의 제41대 짼뽀(재위: 815년 ~ 838년)이다. 치데송짼의 다섯째 아들이며, 렐빠짼은 머리를 길게 땋은 사람(長辮者)이라는 뜻이다.

## 생애
재위 동안 불사(佛事)를 일으켜 지나치게 크고 화려한 절을 건설하였는데, 너무 크고 세심하게 계획한 나머지 끝내 완성하지 못했다. 민심을 듣지 않고 자신의 생각이 무조건 맞다고 여겨 무단으로 정치를 행하니 토번의 국력이 낭비되고 백성이 도탄에 빠졌다.
7호양승제(七戶養僧制)를 실시하여 일곱 가구가 승려 한 사람을 먹여 살리도록 하였다. 그러나 단순히 승려에게 양식을 공급하는 것이 아니었고, 승복에 바느질로 고친 자국만 있어도 엄청 때리는 등의 엄한 처벌을 내렸다. 결국 일곱 가구가 재물을 모아 언제나 최고급 옷을 승려에게 바쳐야 했다. 또한 "가짜 중에게도 머리를 숙여 인사하라."라는 지시를 내렸고, 다시 "승려를 손가락으로 가리키는 자는 그 손가락을 자르라. 스님을 삐딱하게 쳐다보는 자는 그 눈알을 뽑으라."라는 지시도 내렸다.
왕궁에서 회의를 할 때 길게 땋은 머리에 비단을 묶어 뒤로 길게 늘어뜨리고, 그 비단 위에 스님을 앉힘으로써 불교 존숭을 실천하는 것이라 했다.
야사에 의하면, 렐빠짼은 백성들에게 고기를 먹지 말라고 명령했는데, 농작물이 부족한 티베트는 고기를 먹지 않으면 굶어 죽게되므로 무리가 있었다. 또한 땅을 호미로 갈면 땅속의 벌레가 죽으니 살생을 하지 않기 위해 농사도 짓지 말라고 했는데, 이와 같은 숭불정책은 불교신자도 받아들이기 힘들었다.
838년, 신하들은 공모하여 렐빠짼을 죽이기로 했고, 결국 렐빠짼은 궁 안에서 이름이 기록되지 않은 한 신하에게 칼을 맞고 살해당했다. 신하들은 궁 안에 있는 승려들도 모두 죽인 후 렐빠짼의 넷째 형 랑다르마를 짼뽀로 추대했다.
| 전임 치데송짼 | 제41대 토번국 짼뽀 815년 - 836년 | 후임 랑다르마 |